# 八路军

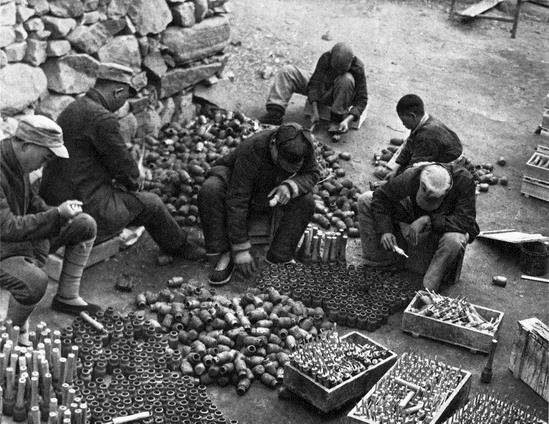
八路军在制作手榴弹等武器

國民革命軍第八路军、國民革命軍第十八集團軍，簡称八路军、八路，是中国共产党直接领导的抗日武装力量，是中國人民解放軍的主要前身之一。1937年8月22日，根据第二次国共合作的有关协议，中国共产党的武装力量中国工农红军处于陕北的主力部队由国民政府改编为「國民革命軍第八路军」；9月12日，八路军的番号改为“国民革命军第十八集团军”。但更名后，中共方面仍主要称为“八路军”。

## 历史
八路军的主要构成实际上来自中國工農紅軍。1925年，中國共產黨武裝工會、農會，分別組織成「工團軍」、「農民赤衛隊」。1927年中共将参与秋收起义等武装暴动的部队改编为「中國工農紅軍」。之后经过长征，主力虽然损失大半，但依然在陕西等地站稳脚跟。1936年中共於陝北蘇區成立中國人民抗日先鋒軍，2月17日發表「東征抗日宣言」，进攻閻錫山部，被阎锡山击退。
西安事變发生后，在蘇聯的強力介入下事变发起人张学良及杨虎城釋放蔣介石。1937年国共开始谈判红军改编抗日问题。从最初的只承认3个团谈到6个团、9个团乃至最后定案12个团，其间陈立夫专访苏联。国共谈判中蒋介石要红军改编后全部开往抗日前线，在延安不准保留红军统率机关、边区不得保留部队、国民党向其派遣副师长、副旅长、副团长、副营长、副连长、副排长，以及派遣三个师的政训处长和旅、团、营到连的指导员；三个师以上不设指挥机关，蒋介石设一个政治部负联络责任，由周恩来做这个政治部的主任，康泽做政治部副主任，朱德、毛泽东出国留洋；陕甘宁边区所有行政专员、县长到区长也要派人。蒋介石安排刘伯龙（黄埔三期）、龚建勋（黄埔二期）、梁固荣（黄埔三期）任改编三个师的副师长。中共则坚持党对军队绝对领导，坚持八路军名义上接受国民政府军委会的领导，独立自主作战指挥权。
1937年7月4日，周恩来起草共赴國難宣言并于15日由中共中央交付中国国民党，聲稱：「取消紅軍番號改編為國民革命軍，受國民政府軍事委員會統轄，並待命出發，擔任抗日前線職責」。7月中旬，蒋介石鉴于抗战已经爆发，改编八路军部队的各级副职人员和其它人员都不派遣了，对八路军各师只派一个参谋长；三个师之上，现在允许成立一个总指挥部，由朱德、彭德怀当正副司令，蒋介石派一个政训处长。蒋介石确定派遣李秉中（黄埔三期，工兵学校政训处长）任八路军总指挥部政训处长，刘伯龙、吴冠群（黄埔三期）、乔树人（黄埔三期）任八路军各师参谋长。8月中旬，蒋介石急于催促八路军开拔前往第二战区抗日前线，三个师一共核定了60万开拔费。政训处主任与三个师参谋长也不派了，改为派遣乔树人任八路军总部联络参谋，李德（黄埔六期）、萧御寰（黄埔五期）和李克廷（黄埔四期）任三个师的联络参谋。8月22日，国民政府军委会宣布红军改编为国民革命军第八路军，并同意设总指挥部，朱德任总指挥，彭德怀任副指挥，下辖三个师。8月25日，根据中共中央（洛川）政治局扩大会议决定，组成中央革命军事委员会。同日，中央革命军事委员会发布公开命令宣布将抗日红军主力改编，驻陕西泾阳县云阳镇的“抗日红军前敌总指挥部”改为第八路军总指挥部，前总司令部、前总供给部改编为八路军司令部、供给部，军委总政治部改兼第八路军政治部、军委总卫生部改兼前总军医处（不久恢复称卫生部）。 
1937年9月11日，国民政府按中国陆海空军战斗序列改编需要，改称“国民革命军第十八集团军”，編入第二戰區序列（戰區長官閻錫山），並進入晉北擔任游擊。改名后中国共产党内部习惯上仍稱其为八路军。八路军总部及115师、120师、129师进入山西后，即参加与日军的正面交战。虽然在平型关战役获得胜利，然而此后仍与第二战区的国民革命军友军接连在忻口战役失利。于此同时，八路军决定在日军战略区创建抗日根据地，并划分出晋察冀军区（平绥路以南、同蒲路以东、正太路以北、平汉路以西），由聂荣臻为军区司令员兼政治委员；晋绥察军区（在晋西、察西、绥东成立）；晋冀豫军区（正太路以南、同蒲路以东、平汉路以西、黄河以北）以及晋西南军区。太原会战前期，八路军已经率主力115师、129师南调，到和顺县石拐镇，并建立晋察冀军区。10月22日，党中央及军委批准前方建议，“恢复政治委员及政治机关原有制度”。11月，太原失守。115师除聂荣臻一部留晋察冀创建根据地外，主力转移至汾河流域和晋南，并留一部在太行山，配合129师在晋东南创建根据地。120师仍在晋西北同蒲路北段活动，并化整为零改为游击战。據不完全統計，從1937年9月至1938年10月間，國民政府每月發給八路軍軍費55萬元，米津10萬元，河防米1萬4千元，合計61萬4千元。

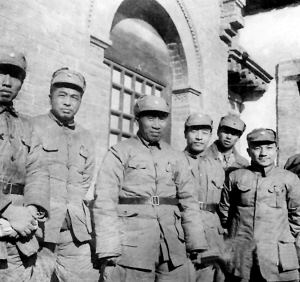
1938年，山西洪洞县马牧村八路军总部合影，自左起分别为左权、彭德怀、朱德、彭雪枫、萧克、邓小平

自1938年秋，侵华日军开始与中华民国国民政府接触求和；而国共军队在山西、河北、江南的摩擦一直不停。1939年，罗荣桓与陈光率八路军115师师部和主力一部进入山东鲁西地区，重组山东纵队并在山东建立牢固的抗日敌后根据地。120师与129师则继续在山西、河北一带进行扩编。國民革命军冬季攻勢期間，晋系阎锡山爆發十二月事变，薄一波领导的山西新军宣佈脱离晋系，事后五万余山西新军编入八路军120师、129师编制。1940年3月，八路军与国军鹿钟麟等三个军共6万多人发生冲突。1940年3月，日本扶植汪精卫的“南京国民政府”成立。
抗日局势日趋恶化下，1940年8月，八路軍晋察冀军区、120师、129师发动20万人参加的百团大战。此后，日军展开长达数年的扫荡与“三光政策”。皖南事变后，八路军的第4纵队、第5纵队亦补充事变中被国军围剿的新四军兵力。八路军自1941、42年开始遭受物质困乏以及兵源减少的威胁。1942年八路军前方军部被日军偷袭，前总参谋长左权殉国；此后中共中央军委决定仍然把集团军部设置在山西前线。
据中共资料，八路军创造了面积达90万平方公里，人口近1亿的抗日根据地。至1945年8月，八路军发展到90多万人。八路军以敌后游击战为主要作战方式打击日军和与日本人合作的伪军；同时也和一些對日抗战的國民政府軍及其他地方武装发生冲突，这部分军队被中共称为“顽军”。据中共方面出版的《八路军·表册》记载，自1939年9月至1945年10月，八路军共对日、伪作战99,847次，消灭日军407,454人，消灭伪军851,249人。其中，毙伤日军401,648人，俘虏日军5,096人，获日军投诚710人；毙伤伪军312,282人，俘虏伪军402,112人，获伪军反正136,855人。1945年日本投降后直至1947年八路军改名中国人民解放军后，一直有大量伪军、国军随着投降改编浪潮涌入八路军，由于国军整编和金圆券改革中国军高级军官大量以权谋私、克扣军饷，招致兵士和下级军官军心涣散，当时有顺口溜“此处不留爷，自有留爷处。处处不留爷，老子投八路”。1947年国共和谈破裂后，八路军和其他共产党的部队改编为中国人民解放军。

## 服装和称谓
理论上，除无军衔、无“符号”胸章、包括朱德、彭德怀在内的绝大多数军官均无大礼服和毛呢料制服（也有叶挺、林彪等例外），八路军、新四军军服服装与国军中央军和除东北军外的其他部队完全相同。但实际上，八路军军装色调极其混乱，骨干部队为继承自中央红军的自染的草木灰色。早期少部分在册部队（15个团）得到国民政府后勤供给为德国灰色，使用进口“IG法本”（后更名为BASF至今）工业化生产的合成“普鲁士蓝（灰）”染制的成品布匹为材料（当时八路军在民用渠道方面重点搜集的辅助军需品即有布匹，盘尼西林，无缝钢管），质量较统一耐久。后来八路军于百团大战后，国民政府以八路军擅自扩编为由，除1941年3月补发的7,500人套制服和法币军饷外，中断了被服、粮饷及弹药供应，八路军军服改为根据地土法生产。山东、河北制成时通常为黄绿色，因以当地草木灰类半有机染料着色，穿着后逐渐褪成黄灰或灰白色。陕北制成时多为灰色，穿着后亦容易逐渐褪成草绿色。新四军位于江浙，条件较好，一般为较稳定的地产有机靛蓝染料制成的蓝灰色。现代影视作品中通常以国民政府正规的工业制品德国灰色作为两支军队的标准色调。
同时除极个别外事军官获授军衔外，两支军队均只有臂章标明自己的军级番号，并将姓名和部别写在上衣左胸内布片上（不同于其他国军和汪軍，八路军的布片朝内，外观不可见），俗称“符号”。早期八路军、新四军都完全佩戴“青天白日”帽徽，且1937年更换帽徽（原红军使用红布五星帽徽缝在帽子上，青天白日帽徽为搪瓷珐琅烧制，成本更高，民间难以仿制，是正规军的辅助标识）时，由于戴上了昔日“敌人”的象征，两支军队均发生过士兵抵制甚至因此逃离部队的事件。帽徽是按照国共合作协议，由南京（重庆）方面提供的。1940年，由于发生了皖南事变，引起新四军全军极大愤怒，新四军残部和重建后的新四军基本不再使用此帽徽。与之不同，八路军由于1940年后兵员大幅扩充，远远超过3个乙种师辖15个团（每师4个团，另允许组建1个精锐的教导团或独立团）的协议规模，加上国共合作时好时坏，无法获得国统区工业部门才能提供的青天白日珐琅帽徽，越来越多的官兵军帽上没有青天白日帽徽，而是仅有两粒仿德国山地帽式纽扣。
这并非“以扣代徽”，也非政治原因所致，原德军山地帽有一圈帽围，以便在严寒气候下翻下保护下颚、耳朵和后脑，功能与苏军冬季皮风雪帽相似但简单而保暖性较差，适合温带地区。帽围在帽檐前方以两颗金属钦扣固定，德军帽徽也是位于这两颗钦扣之上。八路军以及整个国民革命军，甚至苏芬战争中的芬军，因地制宜以两颗纽扣代替当时国内无法生产的金属钦扣，达到相同效果。在东北地区有多种介于德军山地帽和苏军风雪帽之间的变形，例如奉军皮帽、关东军皮帽等；为方便不同军队区分，有细微差别。后来八路军在东北改编为东北解放军，接收了原关东军被服生产系统，新设计的解放军冬季军帽有较大的帽檐，缩短帽围免去前方钦扣，而加长护耳以系绳固定于头顶；这种设计沿用至志愿军时代。（德军山地帽的各种改版亦体现于星球大戰里帝国各式军官帽版本）。事实上，1940年后的八路军军人是否佩戴帽徽相当自由，无任何规定或推荐，亦不纳入班兵风纪考评，有的军人将青天白日帽徽一直戴到国共破裂的1948年。直到1948年2月，青天白日帽徽才被中共中央军委明令取消。
中华人民共和国成立后，民间仍以长期习惯称谓“八路軍”稱呼該部隊，并得到官方的默认。在宣传资料及影视作品中，多以八路军、新四軍等部隊代表抗战时期中國共產黨領導的军隊的形象。
历史上的侵华日军及后世日本防卫厅战史室的《华北治安战》和《支那事变陆军作战》稱该部队为共產軍、八路军、紅軍。

## 初期作战序列
- 总指挥：朱德
- 副总指挥：彭德怀

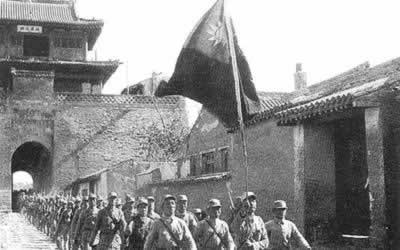
1945年舉中華民國國旗的八路軍

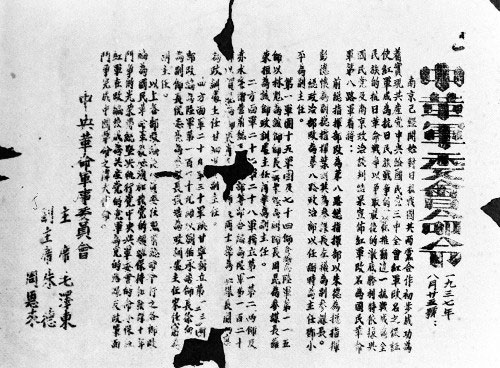
毛澤東簽發將紅軍改為八路軍的命令

- 参谋长：叶剑英；副参谋长：左权；参谋处长：彭雪枫
- 政训处主任：任弼时；政训处副主任邓小平
- 秘书长：舒同
  - 军需处长：叶季壮
  - 军医处长：姜齐贤
  - 军法处长：吴溉之
  - 副官处长：习仲勋
  - 总务处长：年成合
  - 秘书处长：周桓
  - 作战处长：唐延杰
  - 情报处处长：封裔应
- 中国共产党中央革命军事委员会华北分会'，也称“中革军委八路军分会”，1937年8月29日成立，负责在华北前线指挥八路军作战。

| - 八路军太原办事处主任：彭雪枫；中共中央代表：彭雪枫 - 八路军西安办事处主任：伍云甫 → 周子健；中共中央代表：林伯渠 → 董必武 - 八路军香港办事处主任：廖承志 - 八路军南京办事处主任：李涛 → 李克农 → 钱之光；中共中央代表：博古；八路军代表：叶剑英 - 八路军桂林办事处主任：吴奚如（由李克农直接领导） - 八路军上海办事处主任：潘汉年 → 李克农 → 刘少文 - 八路军兰州办事处主任：彭加伦 → 伍修权（后由赵芝瑞负责）；中共中央代表：谢觉哉 - 八路军武汉办事处主任：李涛 → 钱之光；中共中央代表：董必武 - 八路军重庆办事处主任：王若飞 - 八路军长沙通讯处主任：王凌波；中共中央代表：徐特立 - 八路军邵阳通讯处主任：王凌波；中共中央代表：徐特立 | - 八路军广州办事处主任：云广英（由张云逸直接领导） - 八路军韶关办事处主任：云广英（由张云逸直接领导） - 八路军洛阳通讯处主任：刘向三 - 八路军洛阳办事处主任：刘子久 → 袁晓轩 - 八路军渑池兵站 - 八路军迪化办事处主任：陈云 → 滕代远 → 邓发（化名方林） → 陈潭秋（化名徐杰）；中共中央代表：陈云 → 滕代远 → 邓发 → 陈潭秋 - 八路军衡阳办事处主任：李克农 - 八路军衡阳交通站站长：张元培 - 八路军豫北办事处主任：王百评 → 申伯纯 - 八路军皖东北办事处主任：张爱萍 - 八路军驻一战区联络处负责人：朱瑞、唐天际 - 八路军贵阳交通站站长：袁超俊 |

正规编制有115师、120师、129师、陕甘宁留守兵团。初期每個師下轄1.5萬人，整個八路軍約有4.6萬人。

### 115师
由原红一方面军与陕南74师编成。师长：林彪

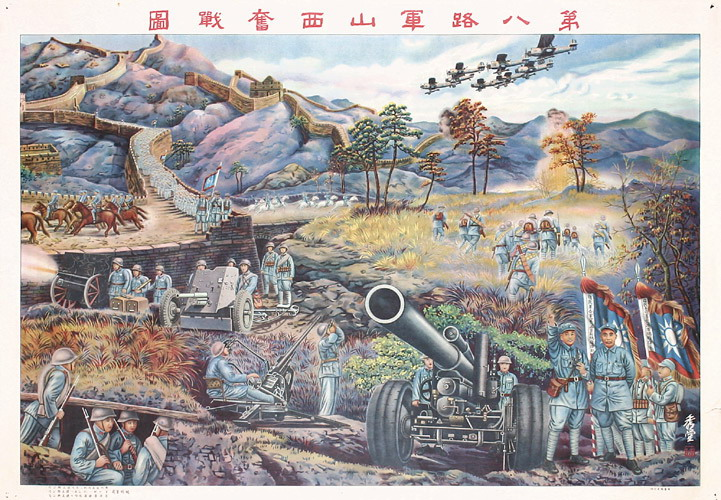
八路軍的抗戰海報

- 343旅：旅长陈光、副旅长周建屏、参谋长陈士榘、政训处主任肖华；
  - 685团：团长杨得志、副团长陈正湘、政训处主任邓华、王麓水、副主任吴法宪、参谋长彭明治；
  - 686团：团长李天佑、副团长杨勇、参谋长彭雄、政训处主任符竹庭；
- 344旅：旅长徐海东、参谋长陈漫远、政训处主任黄克诚；
  - 687团：团长张绍东、副团长韩振纪、赵凌波、田守尧、常玉清、参谋长兰国清、政训处主任崔田民、副主任谭甫仁；
  - 688团：团长陈锦绣、副团长韩先楚、参谋长卢绍武、政训处主任刘震、副主任吴信泉；
- 独立团：团长杨成武、副团长黄永胜、参谋长熊伯涛、政训处主任罗元发；
- 115师随营学校：校长韦国清
- 特务连

### 120师
由原红二方面军与陕北红军一部编成。师长：贺龙
- 358旅：旅长卢冬生、张宗逊、副旅长李井泉、参谋长姚喆、政训处主任张平化；
  - 715团：团长王尚荣、副团长顿星云、参谋长喻楚杰、政训处主任黄延卿；
  - 716团：团长宋时轮、副团长廖汉生、参谋长曾征、政训处主任伍晋南；
- 359旅：旅长陈伯钧、副旅长王震、参谋长郭鹏、政训处主任袁任远；
  - 717团：团长刘转连、副团长陈宗尧、政训处主任刘道生；
  - 718团：团长文年生、副团长贺庆积、参谋长欧阳家祥、政训处主任帅荣、曹家庆（该团转隶留守兵团）；
- 教导团

### 129师

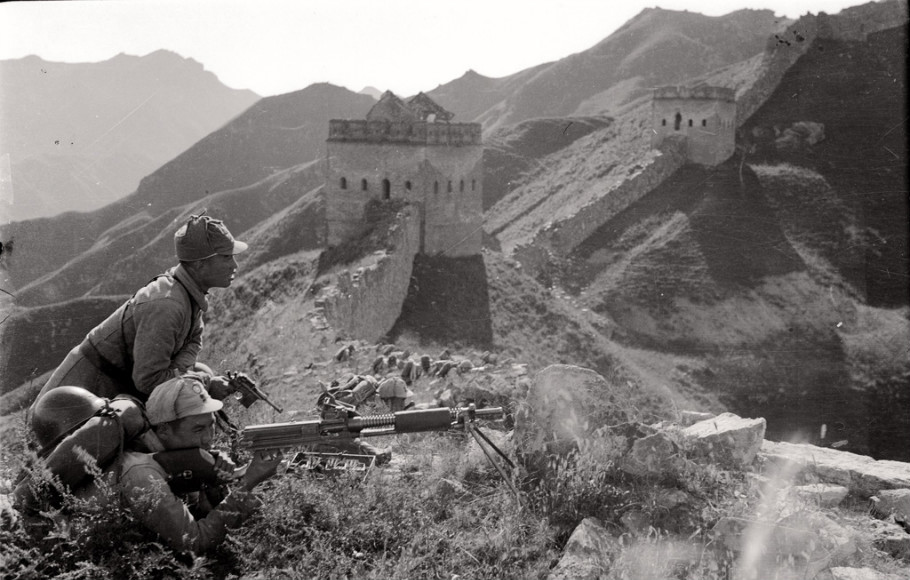
1938年八路軍在淶源縣長城戰鬥

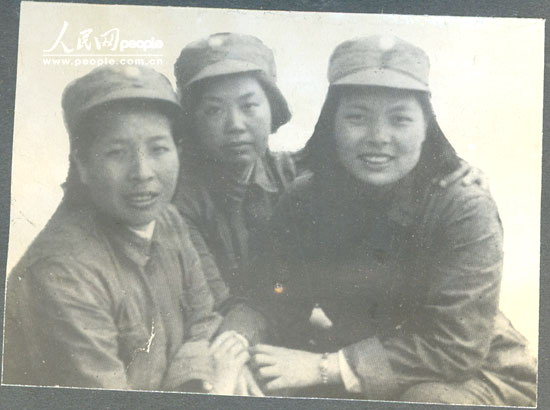
八路军女兵

由原红四方面军与陕北红军一部编成。师长：刘伯承
- 385旅：旅长王宏坤、副旅长王维舟、参谋长耿飚、政训处主任方强、副主任谢扶民（该旅旅直转隶留守兵团）；
  - 769团：团长陈锡联、副团长汪乃贵、参谋长范朝利、政训处主任丁先国、副主任张南生；
  - 770团：团长张才千、副团长胡奇才、参谋长袁渊、政训处主任肖元礼（该团转隶留守兵团）；
- 386旅：旅长陈赓、副旅长陈再道、参谋长李聚奎、政训处主任王新亭；
  - 771团：团长徐深吉、副团长韩东山、参谋长黄新友、政训处主任黄振棠；
  - 772团：团长叶成焕、副团长王近山、参谋长孙继先、政训处主任谢富治；
- 教导团：团长张贤约、政训处主任袁鸿化

### 总部特务团
- 团长：韦杰（未到任）

### 总部炮兵团
- 团长：武亭

### 陕甘宁留守兵团
1937年9月，成立八路军后方留守处。1937年12月，改称留守兵团。司令员兼政委肖劲光、参谋长曹里怀、政治部主任莫文骅。辖一个旅部（385旅）、一个警备司令部（绥德警备司令部）、八个团（770团、警备一团至七团）及一个独立营。 抗战中后期，辖教导第一旅、教导第二旅、新编第四旅、警备第一旅兼关中军分区、警备第三旅兼三边军分区、第三八五旅兼陇东军分区、延属军分区、绥德军分区等。

## 主要战斗

### 正面战场
1937年9月25日平型关战斗是八路军首次与日军大规模正面交战，投入了115师全部1万5千人。战前获得国民政府的军火补给，据周恩来9月19日致电毛张转叶“南京原发子弹50万发，后加20万发（中正式子弹，在有的文献中记为50万发机枪弹不完全准确，因中正式子弹为仿后期毛瑟尖头弹，适用于捷克式轻机枪和中正式步枪而不能用于八路军已有的旧版汉阳式步枪），阎锡山发50万发（七九式子弹），黄绍竑发30万发，共150万发”，此役八路作战步兵每人领取到100发子弹和2枚手榴弹；即便如此，在争夺老爷庙高地数小时后，弹尽的八路守军也与日军发生过白刃战，并守住了高地。后1938年3月2日，因林彪被阎锡山晋绥军哨兵误伤，第二战区司令长官阎锡山请第十四集团军总司令卫立煌于4月前往慰问时，又送给八路军一批军需品，包括“子弹100万发，手榴弹25万枚，牛肉罐头180箱”。
1940年8月20日百团大战是八路军自行发动的对日军控制下正太铁路的破交战。此役八路军使用自有的库存，其中正规的作战主力129师在3个月中消耗子弹76万发，手榴弹2万1千枚，炮弹3千枚；缴获日军子弹34万发。但1940年12月国防部长何应钦应蒋介石授意以八路擅自超编（在册15个团实有百余团）为由，停发了对八路的军需军饷；在日军反攻下，朱德总司令与第一战区司令长官卫立煌达成协议，八路主力撤至山西临汾屯留以北，日占区仅保留当地民兵武装游击。约半年后日军发动中条山战役进攻晋南卫立煌防区，重庆要求其东北方的八路军就近支援，延安向何应钦提出“速发饷弹”，被何拒绝，反指责八路见死不救。

### 敌后战场
太原会战后，延安便制定在山西日占区建立敌后根据地的策略；在发动了百团大战后，受日军扫荡和国民政府中断补给影响，调回游击作战。为维持可自持作战，八路军尽量避免与日军正面冲突，而以劫掠日军粮食、军需物资为主，使获得的物资尤其是枪、弹能盖过作战消耗。这也导致八路军枪械逐渐从汉阳式（七九弹）转为三八式（六五弹）。
日军在中国的粮食来自占领区征收及用军票“购买”。因每年秋收时，地方经常有粮食被游击队“抢夺”或“烧毁”发生，所以日军不得不在秋收的一个月中，四处派出日军征收及“购买”粮食，并自行承担武装押运。此时八路军才有机会对分散的小股日军发动可自持袭击。
- 115师主要战斗：平型关战斗、广阳战斗、汾离公路三战三捷、陆房突围、梁山战斗、温塘战斗、町店战斗
- 120师主要战斗：雁门关外战斗、晋西北收复七城、齐会战斗、陈庄战斗、上下细腰涧战斗、百团大战
- 129师主要战斗：阳明堡战斗、神头岭战斗、七亘村战斗、响堂铺战斗、长乐村战斗、百团大战、沁源围困战
- 晋察冀军区主要战斗：雁宿崖战斗、黄土岭战斗、百团大战、冀中“五一”反扫荡战斗
- 山东纵队主要战斗：孙祖战斗
- 山东军区主要战斗：郯城战斗
- 冀鲁豫军区主要战斗：
- 陕甘宁留守兵团主要战斗：固守黄河防线

## 将领

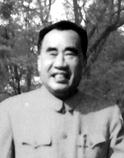
總司令：朱德，第二戰區副司令長官兼第十八集團軍總司令。
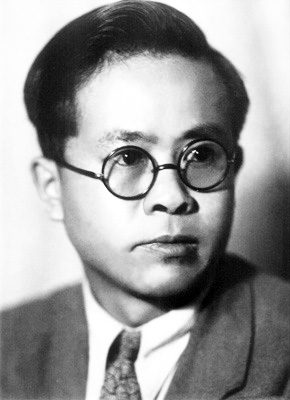
任弼時，1937年任八路军政治部主任。
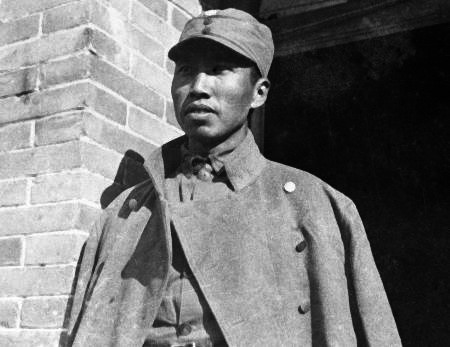
左權，第十八集团军副参谋长。
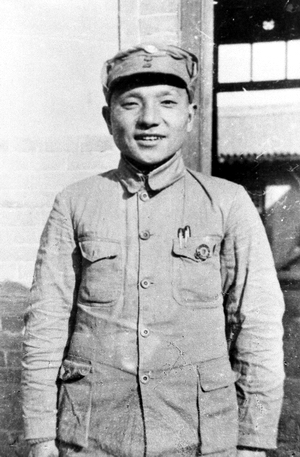
鄧小平，1937年任八路军總政治部副主任。
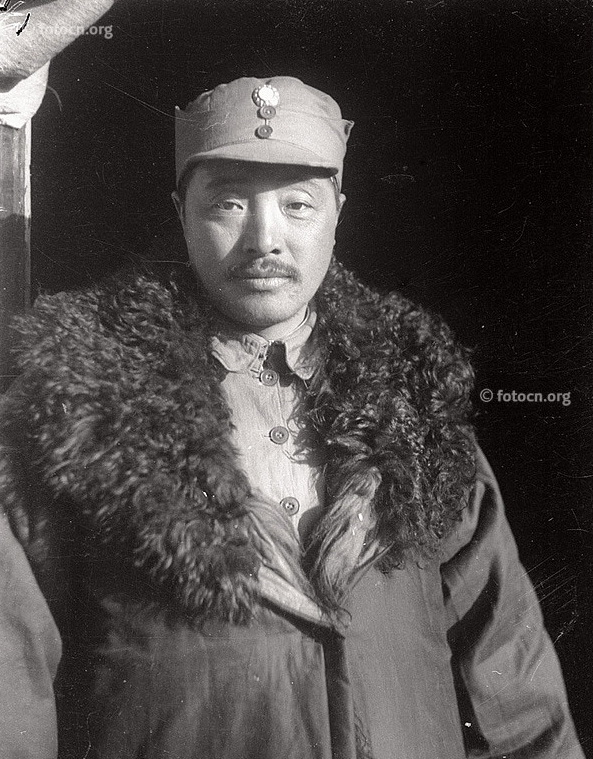
贺龙，第十八集团军第120师师长。
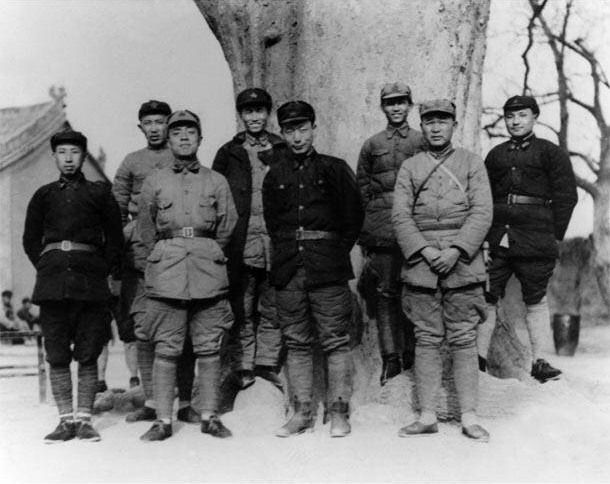
1936年，紅軍第一軍團和十五軍團的部分領導幹部在陝西淳化縣的合影。右起：鄧小平、徐海東、陳光、聶榮臻、程子華、楊尚昆、羅瑞卿、王首道
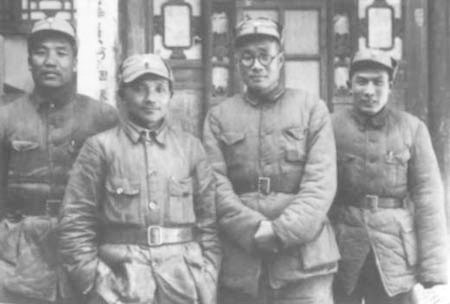
1938年1月，鄧小平任第十八集团军129師政治委員。這是129師領導人在山西遼縣（今左權縣）桐峪鎮合影。左起：李達、鄧小平、劉伯承、蔡樹藩

国民革命军第八路军的将领，并没有得到国民政府的正式铨叙，在获得委任状时，也未像其他国军将领一样明确职务军衔。只有一些军官在担负驻各地办事处主任或驻外高级参谋的职务时，才有佩戴军衔的情况，也仅仅是根据一般的资历参考其他部队对等佩戴。
1938年春，国民政府军事委员会在武汉召开了全国师以上参谋长、政治部主任联席会议，八路军总部派出了8人参加这次会议，他们是彭雪枫（八路军总部参谋处长、代表八路军总部，少将衔）、周昆（八路军115师参谋长，少将衔）、边章五（代表八路军120师，少将衔）、张经武（代表八路军129师，少将衔）参加参谋长会议；罗瑞卿（以八路军总部政治部组织部长名义，上校衔）、张爱萍（以八路军115师政治部副主任名义，上校衔。共和国成立后曾任国防部长）、欧阳毅（以八路军120师政治部副主任名义，上校衔）、谭政（以八路军129师政治部副主任身份，上校衔）参加政治部会议。

## 名称忌諱
因中國國民黨執政的中華民國政府在第二次國共內戰失利，『八路』在中國國民黨執政下的臺灣成為忌諱辭。

### 市區街道命名避諱
1945年底國民政府接收臺灣，基隆市市區道路重新命名，路名中有愛一路至愛九路，1950年5月16日，「愛八路」改為「劉銘傳路」。

### 大眾公共運輸工具避諱
1947年，台北市重整市區公共汽車，新設的17條路線包含8路（衡陽路至三張犁），1953年4月1日更名為20路。